# Brežđe
Brežđe (cyr. Брежђе) – wieś w Serbii, w okręgu kolubarskim, w gminie Mionica. W 2011 roku liczyła 468 mieszkańców.